# Adesmus sexlineatus
Adesmus sexlineatus är en skalbaggsart som först beskrevs av Bates 1881.  Adesmus sexlineatus ingår i släktet Adesmus och familjen långhorningar. Inga underarter finns listade i Catalogue of Life.